# Vladimir Stantchev
Vladimir Stantchev (* 27. Juni 1974) ist ein deutsch-bulgarischer Informatiker.

## Leben
Stantchev studierte an der Humboldt-Universität zu Berlin von 2000 bis September 2004 Informatik. Er promovierte an der Fakultät für Elektrotechnik und Informatik der TU Berlin von 2005 bis Ende 2007 zum Dr. rer. nat. Im Rahmen seiner Dissertation (Erstgutachter: Hermann Krallmann, Zweitgutachter Stefan Jähnichen) erstellte er einen Ansatz für die Zusicherung von Qualitätseigenschaften innerhalb einer serviceorientierten Architektur als Sonderfall eines verteilten Systems. Der Ansatz heißt Architectural Translucency.
Nach einem Aufenthalt als Postdoctoral Researcher-Fellow am International Computer Science Institute (ICSI) der University of California, Berkeley (USA) in 2008 war Stantchev Leiter des SOA Forschungszentrums am Institut für Wirtschaftsinformatik der Fakultät für Elektrotechnik und Informatik der TU Berlin.
2010 folgte er einem Ruf an der FOM – Hochschule für Oekonomie und Management als Professor für Wirtschaftsinformatik (Schwerpunkte Enterprise Architekturen, Cloud Computing, E-Business).
Seit 2012 arbeitet er als vollzeit-Professor für Informatik an der SRH Hochschule Berlin und ist Direktor des Instituts für Wirtschaftsinformatik.
Am International Computer Science Institute (ICSI) der University of California, Berkeley (USA) ist er Affiliated Researcher in der Networking Group von Scott Shenker. Er ist Mit-Herausgeber mehrerer internationaler Journals, u. a. The International Journal On Advances in Security, The International Journal On Advances in Software und The International Journal On Advances in Internet Technology. Vladimir Stantchev ist Mitglied des IEEE, der IEEE Computer Society, der IEEE Education Society, der Association for Computing Machinery und der Gesellschaft für Informatik. Im Februar 2015 wurde er zum Senior Member SMIEEE der IEEE ernannt. In 2010 wurde er zum Fellow der IARIA (The International Academy, Research, and Industry Association) ernannt.
Als CIO und wissenschaftlicher Direktor des Cloud-Computing-Pioniers Asperado arbeitet er zusammen mit Gerrit Tamm an einer Realisierung von Forschungsansätzen aus dem Bereich des funktionalen und des qualitativen Matching im Rahmen eines Marktplatzes für mobile und webbasierte Dienste.
Vladimir Stantchev ist verheiratet und hat zwei Kinder.